# Фосфоліпіди

Схема фосфоліпіду

Фосфоліпі́ди — складні ліпіди, що містять у своєму складі багатоатомний спирт, залишок фосфорної кислоти та залишки жирних кислот. Є основними складовими біологічних мембран.

## Будова
Типова молекула фосфоліпіду має гідрофільну полярну голову та два гідрофобних хвости. Довжина хвостів коливається у межах 14–24 атомів вуглецю у ланцюзі. Один із хвостів містить декілька ненасичених зв'язків між атомами вуглецю, інший не містить. Кожен ненасичений зв'язок обумовлює вигин вуглецевого ланцюга та є дуже важливим для зв'язку фосфоліпідів між собою в біологічних структурах. Склад хвостів фосфоліпідів залежить від зовнішнього джерела жирних кислот для організму.

## Властивості

Взаємодія фосфоліпідів з водою

В оточенні води фосфоліпіди мають властивість організовуватись таким чином, що гідрофільні голови направлені назовні та контактують з водою, а хвости таким чином направлені всередину та контактують тільки з хвостами сусідніх фосфоліпідів. При цьому виникає два типи утворень: міцели — невеликі сферичні частинки, хвости спрямовані всередину; бімолекулярні шари, де хвости розташовані між двома шарами гідрофільних голів. Окремим випадком бімолекулярного шару є ліпосоми, що беруть участь у клітинному піноцитозі.

## Значення
Фосфоліпіди є важливою частиною усіх біологічних мембран. Вони обумовлюють пластичні та текучі властивості клітинних мембран та мембранних органоїдів клітини, в той час, як холестерин обумовлює жорсткість та стабільність мембрани. Крім того, вони входять до складу ліпопротеїнів мембран. Також фосфоліпіди беруть участь у транспорті поживних речовин до клітини.
В організмах вищих тварин фосфоліпіди синтезуються у всіх тканинах, але основним їх джерелом є печінка, а також тонка кишка. Фосфоліпіди в певній кількості присутні у сироватці крові, де вони виконують транспортну функцію. Оскільки вони деякою мірою гідрофільні, вони можуть транспортувати у крові повністю гідрофобні молекули, такі як холестерин та жирні кислоти.
У молоці їх міститься 0,05 %. Вони беруть участь в окисно-відновних процесах і утворенні жиру молока в молочній залозі. Входять також до складу оболонок жирових кульок та сприяють утворенню стійкої емульсії у плазмі молока. До фосфатидів належать лецитин і кефалін.
Ураження фосфоліпідів відбувається у людей при звичайному та катастрофічному антифосфоліпідному синдромі.